# 福克斯-阿拉吉安尼氏综合征
福克斯-阿拉吉安尼氏综合征（Foix–Alajouanine syndrome），又名福-阿综合征、亚急性坏死性脊髓炎，是一种由脊髓动静脉畸形导致的病症。福克斯-阿拉吉安尼氏综合征患者表现出手脚瘫痪、麻木、感觉丧失、括约肌功能障碍等与脊髓有关的症状，且病理性检查表明脊髓中神經元播散性死亡，以及脊髓表面血管异常扩张和曲折。某些情况下可尝试手术治疗。若不施行手术，也可使用皮質類固醇。 
该病以夏尔·富瓦和泰奥菲勒·阿拉茹瓦尼纳的姓氏命名。